# メアリー・カーター・レイタノ
メアリー・カーター・レイタノ（Mary Carter Reitano、1934年11月29日 - ）は、オーストラリア・ニューサウスウェールズ州シドニー市出身の女子テニス選手。
1950年代後半から1960年代初頭にかけて活躍した選手で、全豪選手権で1956年と1959年に女子シングルス2勝を挙げ、女子ダブルスでも1961年に優勝した。身長157cmほどの体格で、「全豪選手権で最も小柄な優勝者」と呼ばれた。1956年の初優勝時は独身選手の「メアリー・カーター」であったが、その後結婚して2つの姓を併用した。
メアリー・カーターは1951年と1952年に全豪選手権のジュニア女子シングルスで2連覇し、その後ヨーロッパへ遠征して技術を磨いた。彼女は1954年から1962年まで全豪選手権に出場したが、1957年以外はすべて準決勝以上に勝ち残っている。3度目の出場だった1956年、カーターは女子シングルス・女子ダブルスの2部門で決勝に勝ち進んだ。女子シングルス決勝では、当時37歳のテルマ・コイン・ロングを 3-6, 6-2, 9-7 の逆転で破り、初優勝を飾った。女子ダブルスではベリル・ペンローズとペアを組み、ロングとメアリー・ベヴィス・ホートンの組に敗れて準優勝になる。1957年は準々決勝でロレイン・コグランに 10-8, 4-6, 1-6 で敗れたが、カーターがベスト8で止まったのはこの1度だけである。1958年の準決勝でコグランに敗れた時は、彼女の名前はまだ旧姓で掲載されている。
1959年の全豪選手権から、彼女は既婚女性として「メアリー・カーター・レイタノ」と名乗るようになった。この大会の決勝戦で、カーター・レイタノはレネ・シュールマン（南アフリカ）を 6-2, 6-3 で破り、3年ぶり2度目の女子シングルス優勝を達成した。3年前と同様に、彼女はこの大会でも女子シングルス優勝・女子ダブルス準優勝になり、ダブルスではコグランと組みながらも、シュールマンとサンドラ・レイノルズの南アフリカペアに敗れた。2度の準優勝を経て、カーター・レイタノは1961年にマーガレット・スミスと組み、ここで女子ダブルス初優勝を果たした。1962年に現役を引退するまで、彼女は全豪選手権でベスト4以内を維持したが、最後の2度は準決勝でジャン・レヘインに敗れた。（1960年から1963年まで、全豪選手権の女子シングルス決勝は4年連続でスミスとレヘインの顔合わせになった。）
メアリー・カーター・レイタノの全豪選手権以外の4大大会成績は、1959年全仏選手権のベスト8がある。ウィンブルドン選手権には4度出場したが、1955年の4回戦進出が自己最高成績であった。全米選手権には1度も出場していない。

## 全豪選手権の成績
- 女子シングルス：2勝（1956年・1959年）
- 女子ダブルス：1勝（1961年）　［同部門準優勝3度：1956年・1959年・1962年］

（混合ダブルス準優勝2度：1960年・1961年）